# Vincze József
Vincze József (Budapest, 1963. október 13. –) labdarúgó, hátvéd.

## Pályafutása
1985 és 1991 között a Tatabányai Bányász labdarúgója volt. Tagja volt az 1986–87-es idényben bronz- és az 1987–88-as idényben ezüstérmes csapatnak. 1991 és 1994 között az MTK Budapest FC játékosa volt. Az élvonalban összesen 152 mérkőzésen szerepelt és két gólt szerzett.

## Sikerei, díjai
- Magyar bajnokság
  - 2.: 1987–88
  - 3.: 1986–87